# 103 TCN
Năm 103 TCN là một năm trong lịch Julius. 